# NGC 2510
NGC 2510 is een lensvormig sterrenstelsel in het sterrenbeeld Kleine Hond. Het hemelobject werd op 31 januari 1851 ontdekt door de Ierse astronoom William Parsons.

## Synoniemen
- UGC 4178
- MCG 2-21-7
- ZWG 59.23
- PGC 22541